# Theridion cruciferum
Theridion cruciferum là một loài nhện trong họ Theridiidae.
Loài này thuộc chi Theridion. Theridion cruciferum được Arthur T. Urquhart. miêu tả năm 1886.